# Nicola Berti
Nicola Berti (* 14. April 1967 in Salsomaggiore Terme bei Parma) ist ein ehemaliger italienischer Fußballspieler.

## Karriere
Nicola Berti war Mittelfeldspieler und Mitglied der legendären Inter-Mannschaft um Trainer Giovanni Trapattoni, die in der Saison 1988/89 den Scudetto, den italienischen Meistertitel gewann. Insgesamt bestritt er für die Nerazzurri 311 Spiele und erzielte dabei 41 Tore. Während dieser Zeit spielte er mit Spielern wie Walter Zenga, Giuseppe Bergomi, Andreas Brehme, Lothar Matthäus, Jürgen Klinsmann und später Youri Djorkaeff, Diego Simeone und Ronaldo zusammen. Außerdem gewann er mit Inter Mailand 1990/91, 1993/94 und 1997/98 den UEFA-Pokal. In den Finals 1990/91 und 1993/94 traf er.
Vor seiner Zeit bei Inter Mailand spielte Berti bei der AC Florenz und bei der AC Parma. Nach seinem Abschied von Inter spielte er noch in England für die Tottenham Hotspur, in Spanien bei Deportivo Alavés und Australien für Northern Spirit FC.
Für die Italienische Fußballnationalmannschaft bestritt Nicola Berti zwischen 1988 und 1995 insgesamt 39 Länderspiele, in denen er drei Tore schoss. Er nahm an den Weltmeisterschaften 1990 in seinem Heimatland und 1994 in den USA teil. 1990 wurde er im Spiel um Platz Drei gegen England eingewechselt und traf in der Nachspielzeit zum 3:1. Dieses Tor wurde im Rahmen einer krassen Fehlentscheidung aberkannt. 1994 nahm Berti an mehreren Spielen teil- meistens als Auswechselspieler.

## Erfolge
- Italienische Meisterschaft: 1988/89
- Italienischer Supercup: 1989
- UEFA-Pokal: 1990/91, 1993/94, 1997/98
- League-Cup: 1998/99
- U-21-Vize-Europameister: 1986
- Weltmeisterschaftsdritter 1990
- Vize-Weltmeister 1994